# Стрілецька, 28
Кам'яни́ця Ште́йнберга — колишній прибутковий будинок, розташований у Києві, на Стрілецькій вулиці, 28.
За визначенням дослідників, будинок — цінний архітектурний зразок доби модерну і важливий елемент історичної забудови вулиці.
Наказом Головного управління охорони культурної спадщини № 10/38-11 від 25 червня 2011 року будівлю поставили на облік щойно виявлених об'єктів культурної спадщини місцевого значення.
Бокова стіна будівлі розписана муралом.

## Історія садиби

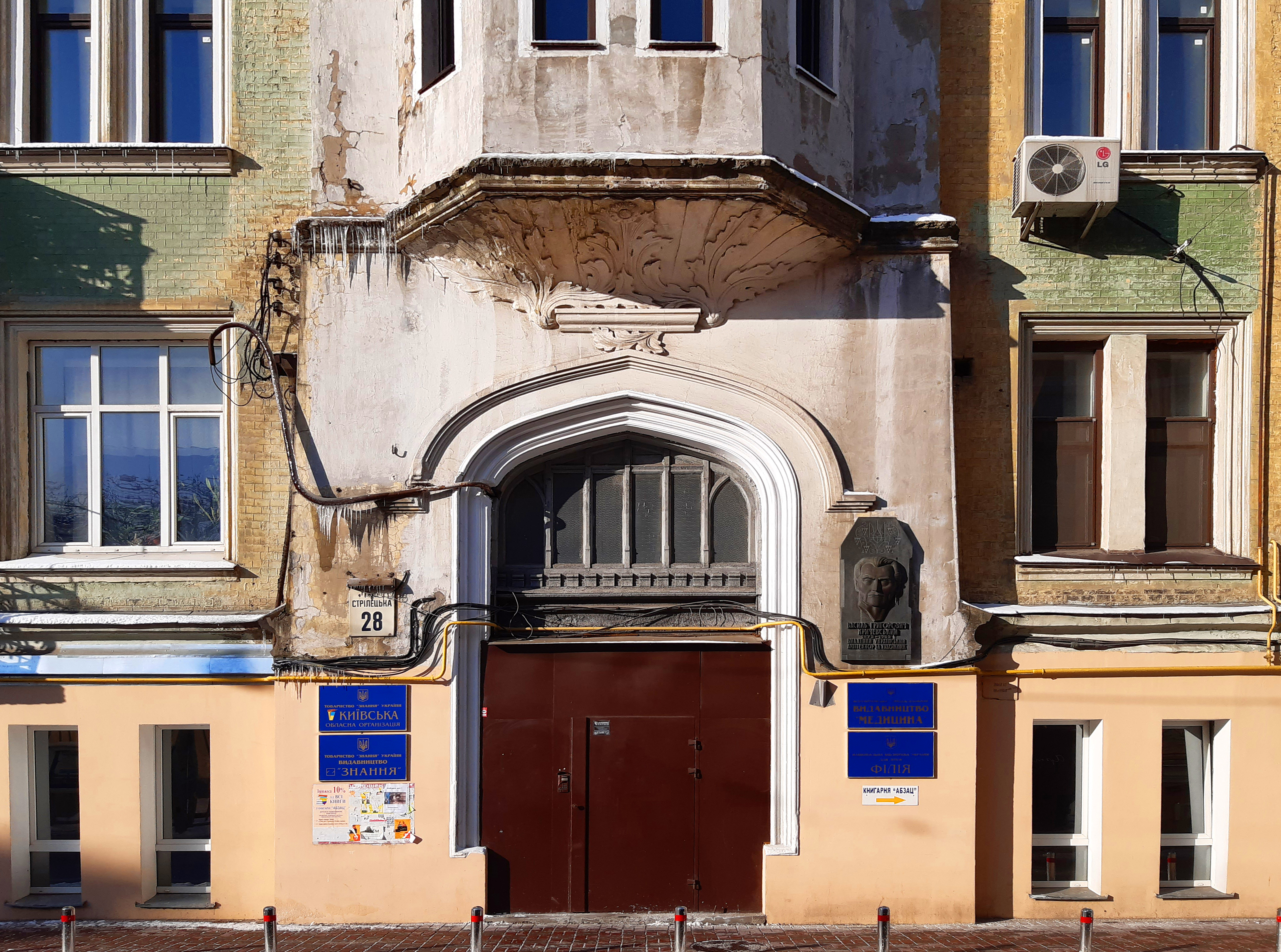
Барельєфний портрет Василя Кричевського (праворуч)

У середині ХІХ сторіччі садиба займала квартал між Ярославовим Валом і Рейтарською вулицею. Сад розміщувався на розі з Ярославовим Валом. 1878 року садибу придбав дворянин Андрій Солонина. У грудні 1882 року він продав сад. У 1876—1877 роках за проєктом архітектора Олександра Хойнацького звели дерев'яні одноповерховий будинок (на місці сучасної кам'яницю № 28) і господарські споруди. На розі з Рейтарською вулицею також був двоповерховий будинок. 1890 року, після смерті Солонини, його дружина продала ділянку. Близько 1912 року садибу купив київський купець Мойсей Шампаньєр. 1913 року ділянку придбав Йосип Штейнберг. На його замовлення спорудили прибутковий будинок. Останнім власником у 1916—1919 роках був інженер-механік Ф. Михайловський.
Близько 1922 року садибу націоналізували більшовики. Приміщення пристосували під комунальне житло.
У 1920-х — 1930-х роках у квартирі № 3 мешкав живописець Федір Кричевський, а у квартирі № 4 — архітектор, живописець, основоположник національного стилю на початку ХХ сторіччя Василь Кричевський.
У 1937—1941 роках на шостому поверсі мешкав музикознавець, син українського композитора Миколи Лисенка Остап.
1997 року на вході встановили меморіальну дошку з барельєфом Василя Кричевського.
На ділянці збереглась семиповерхова будівля. Наріжний будинок, флігель і дерев'яні службові приміщення розібрали.

## Архітектура

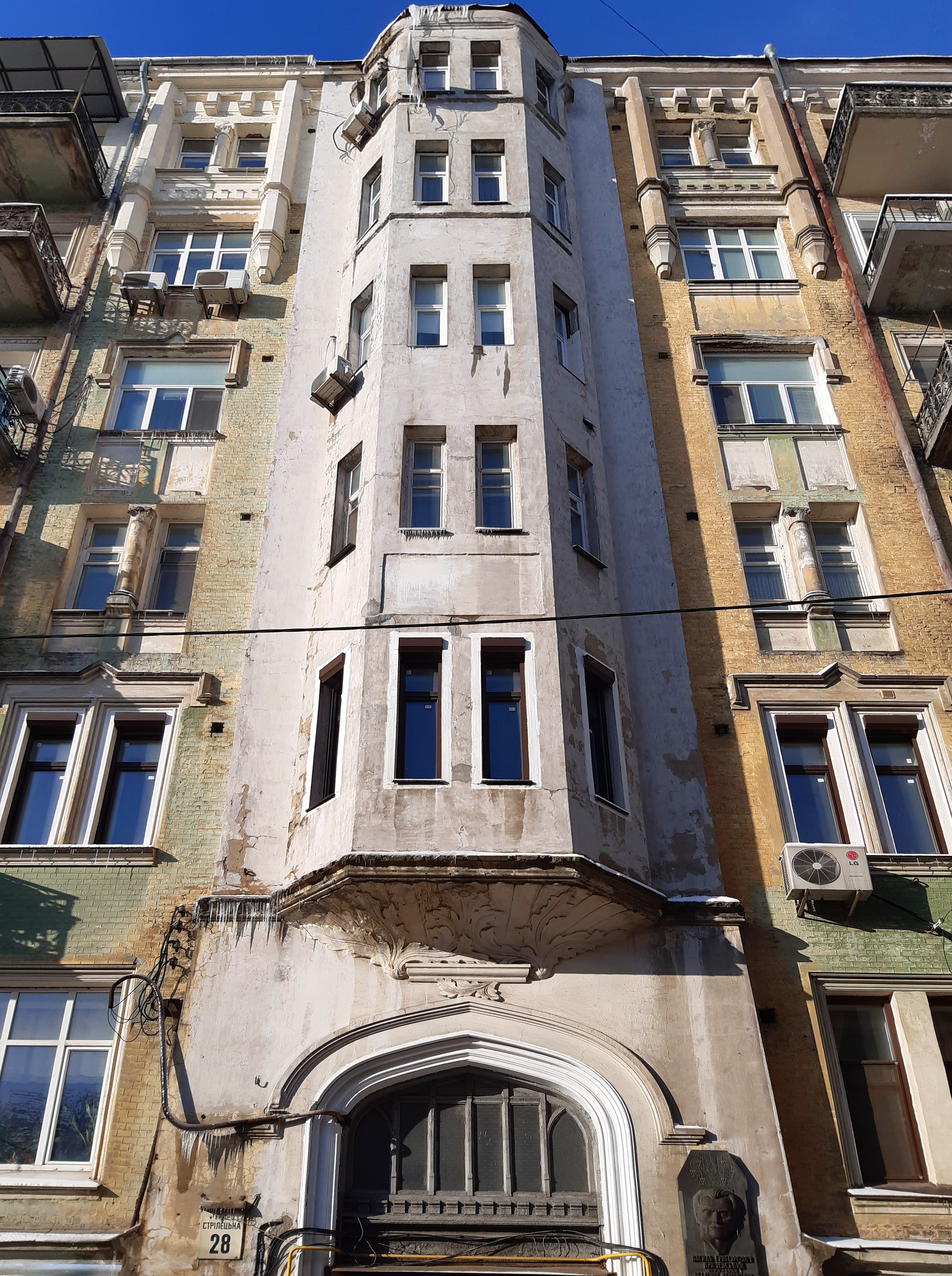
Еркер

Семиповерхова, цегляна, майже прямокутна у плані кам'яниця має льох, двосхилий дах на дерев'яних кроквах, бляшану покрівлю, пласкі перекриття. У парадному вході — тримаршові мармурові сходи, а у чорному — гранітні. Будинок обладнаний двома ліфтовими шахтами. На кожному поверсі розташовано по дві квартири: на першому й другому — п'ятикімнатні квартири, на інших –  шестикімнатні й п'ятикімнатні. Ще одна кімната до 1960-х років була у вежоподібній мансарді над еркером.
Фасад виконаний у стилі модерну з романо-готичними елементами. Симетрично-осьова композиція акцентовано центральним гранчастим еркером над входом і бічними балконами. Низ еркера прикрашений ліпленим рослинним декором. Над вікнами — трипелюсткові сандрики. Простінки здвоєних вікон на четвертому та сьомому поверхах оформлені напівколонами, вінцевий і міжповерховий карнізи — напівстовпами й стилізованими машикулями.
Вхід підкреслений кілеподібним гуртом. Стеля у тамбурі склепінчаста. Кесони прикрашені ліпленими готичними хрестами.

## Мурал

Мурал «Конвалія»

14 липня 2015 року на будинку австралійський художник Гвідо ван Гелтен створив мурал «Конвалія». За його словами, коли він дізнався про Лесю Українку, «сильну жінку і сильну особистість», то вирішив, що як не вона, то більш ніхто не вартий бути зображений. Гвідо працював також під враженням її вірша «Конвалія». Саме ця квітка намальована разом із дівчиною у вишиванці.